# ラケス (将軍)
ラケス（希: Λάχης、ラテン文字転記：Laches、?-紀元前418年）はペロポネソス戦争期のアテナイの将軍である。
ラケスはメラノポスの子で、ティモクラテスの父である。紀元前427年、シュラクサイとレオンティノイとの戦いでレオンティノイを援助するためにラケスはカロイアデス（ユスティヌスによればカリアデス）を共同の指揮官として20隻の艦隊と共にシケリアへと送られた。レギオンに基地を置いたアテナイ軍はシュラクサイの同盟国のリパラ島を荒らしてロクリスを攻撃した後、紀元前426年の夏にメッセネ領のミュライへと向った。その途上、彼らはメッセネ人に襲撃されるもそれを破り、メッセネを降伏させて人質を出させた。その後、彼らはミュライを包囲し、ミュライの援軍に来たシケリアのギリシア人と戦ってそれを破り、1000人以上を殺し、600人以上の捕虜を得た。その冬にラケスはシュラクサイ人にアクロポリスを占拠されていたシケロイ人（ギリシア人が入植する前のシケリアの先住民族）の町アエトナをシケロイ人と共に攻めるも落とせず退却し、さらに打って出たシュラクサイ軍によって敗走させられた。しかし、その後ロクリス領へと転進してロクリス軍を破り、300人の戦死者を出させた。その後、シケロイ人の協力を得つつ、ラケスはヒメラに上陸し、次いでアイオロス諸島を攻撃してレギオンに引き上げた後、ピュトドロスと交替・解任された。
ラケスは紀元前421年に二年間の休戦条約締結に関わった後、紀元前418年のニキアスの和約の宣言者の一人となった。しかし、アテナイとスパルタの両陣営は対立をやめなかったため、紀元前418年にラケスはスパルタと対立していたアルゴスへの援軍（歩兵1000と騎兵300）としてニコストラトスと共にペロポネソス半島に送られ、同年のマンティネイアの戦いで戦死した。
また、ラケスはプラトンの『ラケス』にニキアスと共に登場してもいる。

## 註
1. 1 2  トゥキュディデス, III. 86
2. ↑  ティモクラテス弾劾, 127
3. ↑  ユスティヌス, IV. 3
4. ↑  トゥキュディデス, III. 90
5. ↑  ディオドロス, XII. 54
6. ↑  トゥキュディデス, III. 103
7. ↑  トゥキュディデス, III. 115
8. ↑  トゥキュディデス, IV. 118, V. 19, 24
9. ↑  トゥキュディデス, V. 61, 74
10. ↑  ディオドロス, XII. 79